# Kaspisk præstekrave
Den kaspiske præstekrave (Charadrius asiaticus) er en vadefugl, der findes i Centralasien især nord og øst for det Kaspiske Hav.